# Saltos ornamentais no Campeonato Mundial de Esportes Aquáticos de 2009 - Plataforma 10 m sincronizado feminino
A prova de plataforma 10m sincronizado feminino dos saltos ornamentais no Campeonato Mundial de Esportes Aquáticos de 2009 foi realizada no dia 19 de julho no Stadio del Nuoto em Roma.

## Calendário
| Fase         | Data     |
| ------------ | -------- |
| Eliminatória | 19/julho |
| Final        | 19/julho |

## Medalhistas
| Ouro                           | Prata                                                  | Bronze                                          |
| China · Chen Ruolin · Wang Xin | Estados Unidos · Haley Ishimatsu · Mary Beth Dunnichay | Malásia · Pandelela Rinong Pamg · Mun Yee Leong |

## Resultados

### Eliminatória
Esses foram os resultados da primeira fase:
| Posição | Atletas                                                  | Saltos | Saltos | Saltos | Saltos | Saltos | Total  |
| Posição | Atletas                                                  | 1      | 2      | 3      | 4      | 5      | Total  |
| ------- | -------------------------------------------------------- | ------ | ------ | ------ | ------ | ------ | ------ |
| 1       | CHN China Chen Ruolin • Wang Xin                         | 52,80  | 55,80  | 73,80  | 76,80  | 82,62  | 341,80 |
| 2       | CAN Canadá Meaghan Benfeito • Roseline Filion            | 54,00  | 48,00  | 68,40  | 75,24  | 74,46  | 317,10 |
| 3       | MAS Malásia Pandelela Rinong Pamg • Mun Yee Leong        | 52,20  | 52,80  | 70,20  | 72,96  | 68,34  | 316,50 |
| 4       | USA Estados Unidos Haley Ishimatsu • Mary Beth Dunnichay | 53,40  | 43,20  | 65,70  | 69,12  | 81,60  | 313,02 |
| 5       | AUS Austrália Briony Cole • Melissa Wu                   | 50,40  | 48,60  | 73,80  | 64,32  | 71,40  | 308,52 |
| 6       | GBR Grã-Bretanha Josephine Möller • Nora Subschinski     | 47,40  | 48,60  | 67,50  | 71,04  | 73,44  | 307,98 |
| 7       | GER Alemanha Monique Gladding • Megan Sylvester          | 49,20  | 46,80  | 66,24  | 59,40  | 77,52  | 299,16 |
| 8       | FRA França Claire Febvay • Audrey Lebeau                 | 46,80  | 46,80  | 62,16  | 62,10  | 79,56  | 297,42 |
| 9       | ITA Itália Valentina Marocchi • Brenda Spaziani          | 49,80  | 46,20  | 68,04  | 68,04  | 60,03  | 292,11 |
| 10      | CUB Cuba Yaima Rosario Mena Peña • Annia Rivera Robita   | 49,20  | 43,20  | 60,48  | 65,70  | 72,42  | 291,00 |
| 11      | RUS Rússia Natalia Goncharova • Yulia Koltunova          | 46,80  | 48,60  | 61,20  | 65,28  | 65,28  | 287,16 |
| 12      | MEX México Paola Espinosa • Laura Sanchez                | 48,60  | 40,20  | 66,60  | 61,38  | 66,30  | 283,08 |
| 13      | ROU Romênia Mara Elena Aiacoboae • Corina Popovic        | 45,60  | 23,40  | 63,00  | 59,40  | 54,06  | 245,46 |
| 14      | HUN Hungria Villo Gyöngyvér Kormos • Zsófia Reisinger    | 48,60  | 45,60  | 50,37  | 52,08  | 44,46  | 241,11 |

### Final
Esses foram os resultados da final:
| Posição           | Atletas                                                  | Saltos | Saltos | Saltos | Saltos | Saltos | Total  |
| Posição           | Atletas                                                  | 1      | 2      | 3      | 4      | 5      | Total  |
| ----------------- | -------------------------------------------------------- | ------ | ------ | ------ | ------ | ------ | ------ |
| Medalha de ouro   | CHN China Chen Ruolin • Wang Xin                         | 57,00  | 55,80  | 79,20  | 86,40  | 90,78  | 369,18 |
| Medalha de prata  | USA Estados Unidos Haley Ishimatsu • Mary Beth Dunnichay | 53,40  | 46,20  | 68,40  | 72,00  | 84,66  | 324,66 |
| Medalha de bronze | MAS Malásia Pandelela Rinong Pamg • Mun Yee Leong        | 51,00  | 51,60  | 65,70  | 75,84  | 77,52  | 321,66 |
| 4                 | CAN Canadá Meaghan Benfeito • Roseline Filion            | 50,40  | 51,60  | 66,60  | 74,25  | 78,54  | 321,39 |
| 5                 | AUS Austrália Briony Cole • Melissa Wu                   | 53,40  | 53,40  | 63,00  | 68,16  | 82,62  | 320,58 |
| 6                 | GBR Grã-Bretanha Josephine Möller • Nora Subschinski     | 48,00  | 51,60  | 58,56  | 70,20  | 78,54  | 306,90 |
| 7                 | FRA França Claire Febvay • Audrey Lebeau                 | 52,20  | 49,20  | 63,84  | 65,70  | 68,34  | 299,28 |
| 8                 | GER Alemanha Monique Gladding • Megan Sylvester          | 48,60  | 46,80  | 51,30  | 72,96  | 79,56  | 299,22 |
| 9                 | MEX México Paola Espinosa • Laura Sanchez                | 51,00  | 37,80  | 68,40  | 65,35  | 74,46  | 297,00 |
| 10                | ITA Itália Valentina Marocchi • Brenda Spaziani          | 46,80  | 47,40  | 65,56  | 68,04  | 66,12  | 293,88 |
| 11                | RUS Rússia Natalia Goncharova • Yulia Koltunova          | 51,60  | 45,60  | 64,80  | 65,28  | 65,28  | 292,56 |
| 12                | CUB Cuba Yaima Rosario Mena Peña • Annia Rivera Robita   | 45,00  | 46,20  | 61,32  | 66,60  | 62,22  | 281,34 |